# Trippin' (That's the Way Love Works)
Trippin' (That's the Way Love Works) è un singolo discografico della cantante statunitense Toni Braxton, pubblicato nel 2005.

## Il brano
Il brano è stato scritto da Bryan-Michael Cox, Kendrick Dean, Johntá Austin e Toni Braxton e prodotto da Bryan-Michael Cox. Esso è stato estratto dal quinto album in studio di Toni Braxton Libra.

## Tracce
- CD Singolo

1. Trippin' (That's the Way Love Works) (Radio Edit) – 4:08
2. Trippin' (That's the Way Love Works) (Instrumental) – 4:06
3. Trippin' (That's the Way Love Works) (Album Version) – 4:05
4. I Hate You – 4:02